# Cantonul Aucun
Cantonul Aucun este un canton din arondismentul Argelès-Gazost, departamentul Hautes-Pyrénées, regiunea Midi-Pyrénées, Franța.

## Comune
- Arbéost
- Arcizans-Dessus
- Arras-en-Lavedan
- Arrens-Marsous
- Aucun (reședință)
- Bun
- Estaing
- Ferrières
- Gaillagos
- Sireix